# Kimmo Kinnunen
Pour les articles homonymes, voir Kinnunen.
Kimmo Paavali Kinnunen (né le 31 mars 1968 à Äänekoski) est un athlète finlandais, spécialiste du lancer du javelot.

## Biographie
En 1991, il remporte la médaille d'or des Championnats du monde de Tokyo grâce à un jet à 90,82 m, son record personnel. L'année suivante, Kinnunen termine quatrième de la finale des Jeux olympiques de Barcelone. Lors des Championnats du monde 1993 à Stuttgart, il est battu en finale de plus d'un mètre par le Tchèque Jan Železný et s'adjuge la médaille d'argent. 
Il est le fils de l'athlète Jorma Kinnunen.

### Palmarès
| Date | Compétition                   | Lieu       | Résultat | Performance |
| ---- | ----------------------------- | ---------- | -------- | ----------- |
| 1986 | Championnats du monde juniors | Athènes    | 5e       | 70,96 m     |
| 1987 | Championnats d'Europe juniors | Birmingham | 5e       | 71,56 m     |
| 1988 | Jeux olympiques               | Séoul      | 10e      | 78,04 m     |
| 1990 | Championnats d'Europe         | Split      | 8e       | 79,00 m     |
| 1991 | Championnats du monde         | Tokyo      | 1er      | 90,82 m     |
| 1992 | Jeux olympiques               | Barcelone  | 4e       | 82,62 m     |
| 1993 | Championnats du monde         | Stuttgart  | 2e       | 84,78 m     |
| 1996 | Jeux olympiques               | Atlanta    | 7e       | 84,02 m     |

### Records
| Épreuve           | Performance | Lieu      | Date        |
| ----------------- | ----------- | --------- | ----------- |
| Lancer du javelot | 85,96 m     | Seinäjoki | 8 août 1999 |